# Günther Messner
Günther Messner (Bressanone, 18 maggio 1946 – Nanga Parbat, 29 giugno 1970) è stato un alpinista ed esploratore italiano, fratello minore di Reinhold Messner.

## Biografia
Si avvicina alla montagna da ragazzo, trascinato dal fratello Reinhold, con cui avrebbe in seguito formato una cordata molto affiatata, in cui Reinhold era il primo e lui il secondo. La sua attività inizia sulle Dolomiti dove risiede con la famiglia. Impiegato in banca, dedica tutti i fine settimana all'attività alpinistica. All'inizio del 1967 i due fratelli Messner si dedicano in particolare all'arrampicata artificiale. Durante la seconda ripetizione della via Schubert-Werner allo Spiz delle Roé di Ciampié, Günther osserva che l'arrampicata artificiale "è una burla", e che "una volta imparata la tecnica, addio fascino, non cambia più". I due fratelli Messner abbandonano così l'arrampicata artificiale, riscoprendo l'arrampicata libera. Con questa filosofia, nello stesso anno sale la parete nord-est del monte Agner, insieme a Reinhold ed Heini Holzer, e con l'appoggio esterno di un altro fratello, Erich. Con Reinhold poi, nell'ottobre del 1967, sale la parete nord della Cima della Madonna.

Il 1968 è un anno di grande attività. Il punto saliente dell'annata è probabilmente la salita, con Reinhold, del Pilastro di Mezzo del Sass d'la Crusc. La via presenta un passaggio successivamente valutato di grado di difficoltà VIII grado / 7a. Nello stesso anno, sempre con Reinhold, apre la diretta della parete nord del Sass de la Pùtia. Nel 1969, anche per gli impegni di lavoro, dirada l'attività. Nell'autunno di quell'anno, Reinhold viene invitato ad una spedizione austriaca al Nanga Parbat, organizzata da Karl Maria Herrligkoffer; a fine anno, in seguito alla rinuncia di un altro membro della spedizione, l'invito viene esteso anche a Günther.

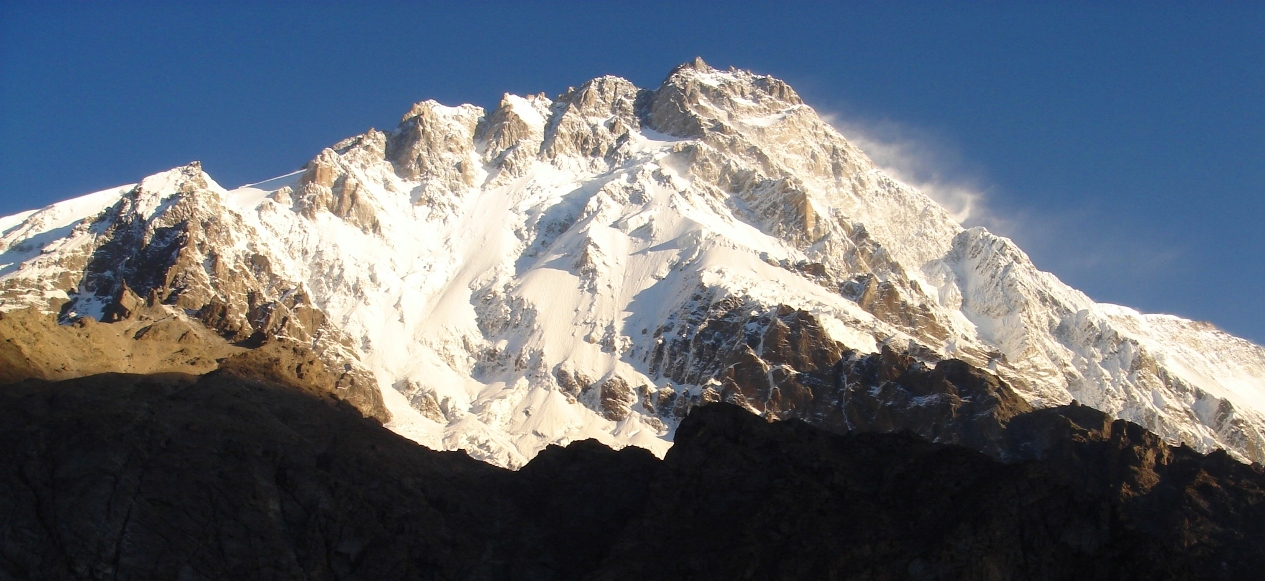
Parete Rupal del Nanga Parbat

La spedizione ha luogo nel 1970; oltre ai due fratelli Messner, vi partecipano Max von Kienlin e Hans Saler. L'obiettivo è quello di aprire la prima via sulla parete Rupal del Nanga Parbat, con metodo classico (attacco prolungato, posa di corde fisse) ma senza ossigeno. Il piano originale prevede che l'attacco finale alla vetta venga portato dal solo Reinhold, ma questi viene raggiunto lungo il percorso da Günther. I due fratelli proseguono insieme, e raggiungono la vetta il 27 giugno 1970, realizzando la terza salita assoluta al Nanga Parbat. Günther è molto provato e soffre di allucinazioni a causa del freddo e della stanchezza; inoltre i due fratelli non hanno con sé scorte di acqua e cibo né corde. Decidono così di scendere per il versante Diamir, considerando questa via più facile rispetto alla parete Rupal. Durante la discesa Günther viene travolto da una valanga e scompare. Nel 2010 è stato girato un film sulla tragedia intitolato Nanga Parbat, diretto da Joseph Vilsmaier.

## Le polemiche sulla morte
Reinhold Messner cercò invano il fratello per tre giorni, riportando numerosi congelamenti che gli impedivano di camminare, poi a fatica scese a valle, dove venne salvato dagli abitanti del luogo. In modo fortuito incrociò i componenti della sua spedizione, che nel frattempo avevano smantellato il campo base ritenendo morti i due fratelli altoatesini, senza aver effettuato alcun tentativo di ricerca o di soccorso.
Successivamente Herrligkoffer lo accusò di aver causato la morte del fratello, sacrificandolo per la propria ambizione, sostenendo in pratica che Reinhold avesse abbandonato Günther, ormai allo stremo delle forze e in condizioni di salute precarie, sulla parete Rupal, per poter raggiungere comunque la vetta. Gli altri componenti della spedizione, Max von Kienlin e Hans Saler, pubblicarono in seguito un libro in cui sostenevano che Reinhold avesse fatto scendere il fratello dalla parete Rupal, riservandosi per sé la discesa dal versante Diamir, per diventare così il primo alpinista a scendere in solitaria per quel versante attraversando il Nanga Parbat.
Reinhold fu molto sconvolto dall'accaduto, e l'anno successivo organizzò una spedizione alla ricerca dei resti del fratello, che però non riuscì a ritrovare. Nel 2000, alla base della parete Diamir, fu ritrovato un osso umano, che successive analisi del DNA dimostrarono appartenere a Günther. Il corpo di Günther fu ritrovato dalla popolazione locale nel 2005, sulla parete Diamir, a 4600 metri di quota. La posizione del corpo confermava il racconto di Reinhold sulla morte del fratello. Reinhold, recatosi sul posto, riconobbe il corpo dai capelli e dall'abbigliamento. I resti furono bruciati, secondo l'uso tibetano, ma Reinhold riuscì a far uscire dal paese uno scarpone contenente alcune ossa, nascosto in uno zaino; l'analisi del DNA su queste ossa confermò che si trattava proprio dei resti di Günther. Il 9 giugno 2022 è stato ritrovato il secondo scarpone di Günther, poco più a valle del luogo di ritrovamento del corpo.

## Giudizi tecnici
In un'intervista concessa ad ALP, Uschi Demeter, ex moglie di Max von Kienlin e poi di Reinhold Messner, si lamenta del pessimo trattamento postumo riservato a Günther, che viene spesso considerato un novellino che aveva bisogno dell'aiuto costante del fratello:
Secondo Sepp Mayerl e Heindl Messner, che negli anni sessanta furono spesso compagni di arrampicata di Reinhold Messner, i due fratelli erano entrambi ottimi alpinisti ed arrampicatori, e dal punto di vista tecnico si equivalevano.